# اسوتیسلاو والیارویچ
اسوتیسلاو والیارویچ (انگلیسی: Svetislav Valjarević؛ ۹ ژوئیهٔ ۱۹۱۱ – ۲۲ سپتامبر ۱۹۹۶) بازیکن فوتبال اهل یوگسلاوی بود.
از باشگاه‌هایی که در آن بازی کرده‌است می‌توان به باشگاه فوتبال کنکوردیا و باشگاه فوتبال بئوگراد اشاره کرد.
وی همچنین در تیم ملی فوتبال یوگسلاوی بازی کرده‌است.